# Challenge Cup masculine 2010-2011
Navigation
Édition précédente Édition suivante
La Challenge Cup masculine 2010-2011 est la 31e édition de la Challenge Cup masculine.

## Participants
Le nombre de participants est basé sur le classement des pays :
| Pos. | Pays               | Nombre d'équipes | Équipes                                        |                                              |
| ---- | ------------------ | ---------------- | ---------------------------------------------- | -------------------------------------------- |
| 1    | Italie             | 1                | Lube Banca Marche Macerata                     | Lube Banca Marche Macerata                   |
| 2    | Russie             | 2                | Fakel Novy Ourengoï ZSK-Gazprom Surgout        |                                              |
| 3    | Grèce              | 1                | EA Patra                                       |                                              |
| 4    | Pologne            | 1                | AZS Częstochowa                                |                                              |
| 5    | France             | 1                | Beauvais Oise UC                               |                                              |
| 6    | Belgique           | 1                | Prefaxis Menen                                 |                                              |
| 7    | Allemagne          | 1                | TV Rottenbourg                                 | TV Rottenbourg                               |
| 8    | Espagne            | 1                | CV Pòrtol Palma de Majorque                    | CV Pòrtol Palma de Majorque                  |
| 9    | Turquie            | 2                | Istanbul BB Arkas Spor Izmir                   | Istanbul BB Arkas Spor Izmir                 |
| 10   | Autriche           | 2                | SK Aich-Dob Sparkasse Hartberg                 | SK Aich-Dob Sparkasse Hartberg               |
| 11   | Pays-Bas           | 2                | Dynamo Apeldoorn Langhenkelvolley Doetinchem   | Dynamo Apeldoorn Langhenkelvolley Doetinchem |
| 12   | Slovénie           | 2                | Calcit Kamnik Marchiol Vodi Prvacina           | Calcit Kamnik Marchiol Vodi Prvacina         |
| 13   | Serbie             | 2                | Partizan Belgrade Étoile rouge de Belgrade     | Partizan Belgrade Étoile rouge de Belgrade   |
| 14   | Tchéquie           | 1                | Dukla Liberec                                  | Dukla Liberec                                |
| 16   | Roumanie           | 1                | Unirea Dej                                     |                                              |
| 17   | Finlande           | 2                | Perungan Pojat Rovaniemi Tampereen Isku-Volley |                                              |
| 18   | Suisse             | 2                | Chênois Genève Seat Volley Näfels              |                                              |
| 20   | Bulgarie           | 1                | CVC Gabrowo                                    |                                              |
| 22   | Ukraine            | 1                | Crimsoda Krasnoperekopsk                       |                                              |
| 23   | Chypre             | 2                | Pokka AE Karava Omonia Nicosie                 | Pokka AE Karava Omonia Nicosie               |
| 24   | Croatie            | 1                | Mladost Marina Kaštela                         |                                              |
| 29   | Slovaquie          | 1                | Chemes Humenné                                 |                                              |
| 30   | Bosnie-Herzégovine | 1                | Jedinstvo Brčko                                |                                              |
| 31   | Albanie            | 1                | Studenti Tirana                                |                                              |
| 33   | Azerbaïdjan        | 1                | Azerneft Baku                                  |                                              |
| 34   | Biélorussie        | 2                | Stroitel Mińsk Metallurg Jlobine               |                                              |
| 35   | Luxembourg         | 1                | VC Strassen                                    |                                              |
| 36   | Norvège            | 1                | Nyborg Bergen                                  |                                              |

## Premiers tours
Douze équipes participent au tout premier tour et seules les six vainqueurs de ce dernier sont qualifiées pour le second tour. Pour ce 2e tour, ces six équipes sont rejointes par 26 autres équipes automatiquement qualifiées pour ce tour. Parmi ces 32 équipes, seules les seize vainqueurs pourront prendre part aux 16e de finale.

### 1ertour
Précisons qu'il est considéré qu'il y a ex æquo entre les équipes A et B sur l'ensemble des matchs aller et retour si une équipe remporte l'un des deux et perd l'autre qu'importe les scores de ces rencontres. Dans ce cas, un set en or (golden set) doit être joué jusque 15.

### 2etour
Précisons qu'il est considéré qu'il y a ex æquo entre les équipes A et B sur l'ensemble des matchs aller et retour si une équipe remporte l'un des deux et perd l'autre qu'importe les scores de ces rencontres. Dans ce cas, un set en or (golden set) doit être joué jusque 15.

## 16ede Finale
Ces 16e de finale regroupent les seize vainqueurs du 2e tour ainsi que les seize perdants des 16e de finale de la Coupe de la CEV ce qui fait bien 32 équipes.
Précisons à nouveau qu'il est considéré qu'il y a ex æquo entre les équipes A et B sur l'ensemble des matchs aller et retour si une équipe remporte l'un des deux et perd l'autre qu'importe les scores de ces rencontres. Dans ce cas, un set en or (golden set) doit être joué jusque 15.

## 8ede Finale
Ces 8e de finale regroupent les seize vainqueurs du 2e tour.
Précisons à nouveau qu'il est considéré qu'il y a ex æquo entre les équipes A et B sur l'ensemble des matchs aller et retour si une équipe remporte l'un des deux et perd l'autre qu'importe les scores de ces rencontres. Dans ce cas, un set en or (golden set) doit être joué jusque 15.